# Saint-Affrique-les-Montagnes
Saint-Affrique-les-Montagnes is een gemeente in het Franse departement Tarn (regio Occitanie) en telt 600 inwoners (1999). De plaats maakt deel uit van het arrondissement Castres.

## Geografie
De oppervlakte van Saint-Affrique-les-Montagnes bedraagt 7,8 km², de bevolkingsdichtheid is 76,9 inwoners per km².
De onderstaande kaart toont de ligging van Saint-Affrique-les-Montagnes met de belangrijkste infrastructuur en aangrenzende gemeenten.

## Demografie
Onderstaande figuur toont het verloop van het inwonertal (bron: INSEE-tellingen).
1. ↑  Populations de référence 2022.